# Мласкавець голчастий
Мласкавець голчастий (Valerianella muricata) — вид квіткових рослин родини жимолостевих (Caprifoliaceae).

## Біоморфологічна характеристика
Це однорічна рослина 5–30 см заввишки. Стебло по ребрах запушене твердими волосками або щетинками. Листки по краю дрібно війчасті, довгасто-лопатчасті або довгасті, верхні лінійні, біля основи 1–2-зубчасті. Плід 2–2.5 мм довжиною (без відгину чашечки) або 1 мм у діаметрі, яйцюватий або довгасто-яйцюватий, коротко запушений, рідше голий, коричневий, блискучий, спереду з овальним заглибленням, на спинці опуклий.

## Поширення
Південь Європи, західна й центральна Азія.
В Україні вид росте на степах, степових схилах, нерідко як бур'ян — по всьому Криму.